# ТЕЦ Владиславово
ТЕЦ Владиславово — теплоелектроцентраль на півночі Польщі, на початку коси Гель.
На початку 2000-х реалізували проект утилізації попутного газу, котрий отримують під час видобутку нафти на розташованій у Балтійському морі платформі Baltic Beta. Замість спалювання його почали подавати на берег по трубопроводу довжиною 83 км з діаметром 115 мм. Тут на виробничому майданчику компанії Energobaltic спершу виділяють конденсат та пропан-бутанову фракцію, після чого газ подається на введену в експлуатацію у 2003 році ТЕЦ Владиславово.
На станції встановили дві газові турбіни Rolls-Royce Allison 501-KB7 потужністю по 6,3 МВт. Відпрацьовані ними гази надходять до двох котлів-утилізаторів, котрі продукують теплову енергію для міської тепломережі Владиславово. Загальна електрична та теплова потужність  станції визначається як 11 МВт та 17,7 МВт відповідно.
На випадок припинення подачі газу з платформи станція обладнана трьома резервними водогрійними котлами потужністю по 5 МВт, здатними споживати природний газ або нафтопродукти.